# 马头镇 (新丰县)
马头镇，是中华人民共和国广东省韶关市新丰县下辖的一个乡镇级行政单位。

## 行政区划
马头镇下辖以下地区：
马头社区、石角社区、大席社区、坪山村、塘尾村、岭头村、寨下村、水背村、文义村、路下村、石角村、桐木山村、横岭村、湾田村、罗陂村、上湾村、层坑村、军一村、军二村、军三村、科罗村、张田坑村、福水村、乌石岗村、秀田村、秀坑村、大陂村、潭石村、湖塘村、雅盖村、雅坑村、姜坑村和板岭下村。